# 61型フリゲート
| 61型フリゲート | 61型フリゲート                                                  | 61型フリゲート             |
| -------------- | --------------------------------------------------------------- | -------------------------- |
|                |                                                                 |                            |
| 艦級概観       |                                                                 |                            |
| 艦種           | フリゲート                                                      | フリゲート                 |
| 艦名           | イギリスの都市の名                                              | イギリスの都市の名         |
| 前級           | ベイ級                                                          | ベイ級                     |
| 準同型         | 11型 ※未成                                                      | 11型 ※未成                 |
| 準同型         | 41型 (レパード級)                                               |                            |
| 準同型         | マーメイド                                                      |                            |
| 次級           | 81型 (トライバル級)                                             | 81型 (トライバル級)        |
| 性能諸元       |                                                                 |                            |
| 排水量         | 基準：2,170 t                                                   | 基準：2,170 t              |
| 排水量         | 満載：2,350 t                                                   |                            |
| 全長           | 103.63 m                                                        | 103.63 m                   |
| 全幅           | 12.19 m                                                         | 12.19 m                    |
| 吃水           | 3.6 m                                                           | 3.6 m                      |
| 機関           | マルチプル・ディーゼル方式                                      | マルチプル・ディーゼル方式 |
| 機関           | アドミラルティ16 VVS ASR1ディーゼルエンジン (3,600 hp (2.7 MW)) | 8基                        |
| 機関           | スクリュープロペラ                                              | 2軸                        |
| 速力           | 24ノット                                                        | 24ノット                   |
| 航続距離       | 7,500海里 (15kt巡航時)                                          | 7,500海里 (15kt巡航時)     |
| 乗員           | 205名                                                           | 205名                      |
| 兵装           | 45口径114mm連装砲                                               | 1基                        |
| 兵装           | 56口径40mm連装機銃                                              | 1基                        |
| 兵装           | スキッド対潜迫撃砲                                              | 1基                        |
| レーダー       | 982型 航空管制用 ※986型に後日換装                               | 1基                        |
| レーダー       | 960型 早期警戒用 ※965型に後日換装                               | 1基                        |
| レーダー       | 293Q型 目標捕捉用 ※993型に後日換装                              | 1基                        |
| レーダー       | 277Q型 高角測定用 ※278型に後日換装                              | 1基                        |
| レーダー       | 974 / 978型 航法用                                              | 1基                        |
| レーダー       | 275型 砲射撃指揮用 ※903型に後日換装                             | 1基                        |
| レーダー       | 262型 機銃射撃指揮用                                            | 2基                        |
| ソナー         | 174型 捜索用                                                    | 1基                        |
| ソナー         | 162型 海底探査用                                                | 1基                        |
| ソナー         | 170型 攻撃用                                                    | 1基                        |

61型フリゲート（英語: Type 61 frigate）は、イギリス海軍が運用していたフリゲートの艦級。ネームシップの艦名からソールズベリー級（英: Salisbury-class）とも称される。

## 来歴
1944年12月、グドール造艦局長は新型スループの必要性に関する検討に着手し、計画課長（Director of Plans）は、1945年度計画より毎年2隻の建造を要求した。これらのスループは、平時には海外領土警備に、戦時には船団護衛などに投入される計画であった。1945年1月15日、対潜戦課長（Director of Anti-Submarine Warfare: DASW）は、当時就役しつつあったベイ級とロック級と同様に、防空護衛艦（A/A型）と対潜護衛艦（A/S型）の2つのバリエーションに基づく建造を提案した。またその後、更に3つめのバリエーションとして航空管制艦（A/D型）が追加された。これは、航空母艦の覆域外で、地上基地から発進した戦闘機の掩護を受ける場合、戦隊が独自の航空管制能力を備える必要が指摘されたためであった。1945年1月末の時点での参謀部の要求事項では、ドック入り後6ヶ月経過し、かつ満載状態（deep and dirty）で25ノットの速力を発揮し、また18ノットであれば4,500海里を巡航できる（大西洋を無給油で横断できる）こととされていた。この要請を満たすためには25,000～30,000馬力の主機関が必要と見積もられたが、まもなく、防空型はこれよりやや鈍足になるであろうことが明らかになった。また、航空管制艦は当初は単に防空護衛艦に異なる艦種符号を与えただけのものとされていたが、1945年8月には、小型巡洋艦なみの航空管制室を備えるように要請されたことから、設計面ではかなり異なるものとなった。なお、新型の対潜戦艦艇の要請が強まったことから、1945年4月、戦術・幕僚業務課長（Director of Tactical and Staff Duties Division: DTSD）は、艦隊護衛艦としての任務も想定して、これらのスループをフリゲートに種別変更することを発表した。
これに基づいて、航空管制艦（A/D型）として建造されたのが本型である。当初は1945年度計画より、対潜型とともに建造を開始する予定だったが、建造数削減と対潜型の建造優先、さらに設計遅延もあり、実際の建造は1955/6年度計画まで遅れることになった。なお、この際に防空護衛艦（A/A型）として建造されたのが41型（レパード級）であった。

## 設計
上記の経緯より、基本設計は41型と類似したものとなっている。ただし41型が防空力強化に迫られて大型化を繰り返したのに対し、本型では若干艦型が小さくなっているが、それでも計画当初の基準排水量1,400トン以内という要請は断念された。
この船体で上記の要求性能を満足しうる主機関として、当時直ちに利用できる選択肢はディーゼルエンジンのみであった。これは潜水艦用の高速ディーゼルエンジンを元に発展させたもので、1947年より詳細設計に入り、1949年に試作品が完成した。気筒あたり125 bhpで、16気筒で2,000 bhpを発揮することができた（2時間であれば2,250 bhpまで増強可能）。最終的に、このアドミラルティ・クロスレイASR.1ディーゼルエンジン8基で2基の推進器を駆動する方式が採用された。しかしそれでもなお出力不足であり、1947年3月には、A/A型およびA/D型の最大速力は23ノットに妥協されている。
電源としては、「ソールズベリー」は出力360キロワットのディーゼル発電機4基を搭載したが、緊急時の所要電力に対する余裕や将来発展余地が乏しすぎることが問題となり、「チチェスター」「リンカン」では単機出力を500キロワットに増強し、「ランダフ」では更にディーゼル発電機のうち1基を出力600キロワットのガスタービン発電機に変更した。

## 装備
航空管制・レーダーピケット艦として、長距離対空捜索レーダーとして960R型レーダー、長距離高角測定レーダーとして983型レーダーを搭載する予定であったが、船体の余裕が少なかったことから983型の搭載は断念され、従来から用いられてきた高角測定も可能な対水上レーダーである277Q型が搭載された。
当初計画では、3段階にわけて装備の更新・充実が図られる予定とされていた。
- ステージII - 1954年就役の艦から適用予定
  - 4.5インチ連装砲から70口径3インチ連装砲への換装
  - 70口径40ミリ機銃の搭載
  - 射撃指揮装置の更新 - 戦中世代のMk.VIから新開発のMRS-3、またGDS-2*（293Q型レーダー）からGDS-3（992型レーダー）へ
- ステージIII - 1957年就役の艦から適用予定
  - CDS戦術情報処理装置（Comprehensive Display System）およびDPT戦術データ・リンク（Digital Plot Transmitter）の搭載

しかし70口径3インチ連装砲は性能不足のため、またCDSおよびDPTもコスト増加のため搭載されなかった。70口径40ミリ機銃もイギリス海軍の採用計画が撤回されたことから搭載されず、代役となったシーキャット個艦防空ミサイルが一部の艦に搭載されるのみとなった。

## 同型艦一覧
| #    | 艦名                         | 起工       | 就役       | その後                                                                    |
| ---- | ---------------------------- | ---------- | ---------- | ------------------------------------------------------------------------- |
| F 32 | ソールズベリー HMS Salisbury | 1952年 1月 | 1957年2月  | 1980年より停泊練習艦、 1985年に実艦標的として海没処分                     |
| F 59 | チチェスター HMS Chichester  | 1953年 6月 | 1958年 5月 | 1973年より香港の港湾警備艦、 1981年に解体                                 |
| F 61 | ランダフ HMS Llandaff        | 1953年 8月 | 1958年 4月 | 1976年にバングラデシュ海軍に売却され、 「ウマル・ファルーク」として再就役 |
| F 99 | リンカン HMS Lincoln         | 1955年 6月 | 1960年 7月 | 1983年、スクラップ処分のため売却                                          |